# Sally Hemings
Sarah "Sally" Hemings, född omkring 1773 i Charles City County, Virginia, död 1835 i Charlottesville, Virginia, var en amerikansk slav till Thomas Jefferson. Under Jeffersons tid som president och efteråt ryktades det att han hade fått flera barn med Hemings, något som tilldrog sig stor uppmärksamhet men länge förnekades av historiker.

## Biografi

### Härstamning
Sally Hemings anses vara halvsyster till Jefferssons fru, Martha Wayles Skelton Jefferson; hennes familj ärvdes av Martha 1774. Familjen Hemings hade ljus hy och tillhörde den övre skiktet av slavar, sysselsatta i bostadshuset på plantagen Monticello. Sally hade långt rakt hår och ljus hy. Till sin härstamning var hon till 75 % av europeisk börd.

### Paris
Sally kom till Monticello 1775 med sin mor och syskon. När Jefferson sändes som ambassadör till Paris 1784, tog han bara med sig sin äldsta dotter Martha. Sally följde med Jeffersons yngsta dotter Mary till hans plantage Eppington i Chesterfield County, Virginia. Tre år senare sändes hon som följeslagare när Mary skickades till Paris. Först kom de till London där de inkvarterades hos John Adams vilken var amerikansk ambassadör i Storbritannien, senare fortsatte de till Paris. Där bodde hon förmodligen i Jeffersons residens på Champs-Élysées. När familjen Jefferson återvände så tog de med sig Sally hem.
Enligt vad hennes son Madison Hemings berättade i en tidningsintervju 1873, så konfronterade den sextonåriga Sally Jefferson när de skulle återvända. Hon sa, att i Frankrike var hon fri och ville inte återvända om hon inte fick löfte om att bli frigiven. Madison sa också att hon då var gravid. Detta kan dock inte bekräftas av några andra källor och ingen vet vad som i så fall hände med barnet.

### Monticello
På Monticello bodde hon i ett av stenhusen där hennes syster bodde, men 1793 tros hon ha flyttat in i en av tre nybyggda små timmerstugor. Omkring 1804 hade hon flyttat in i en av "tjänarrummen" i en sidobyggnad till herrgården. Ingenting i de skriftliga källorna visar på att hon verkligen bott på denna. Sally var barnflicka åt Jeffersons yngsta dotter och blev hennes kammarjungfru när hon blev äldre. På Monticello hade hon till uppgift att ta hand om Jeffersons sängkammare och garderob, passa barnen och göra lättare arbeten som sömmerska. De flesta husslavar var medlemmar av familjen Hemings och levde ett liv som var fysiskt lättare än åkerbruksslavarna. De fick finare tyg till sina kläder och fick stickade strumpor i stället för grova sockor. De slapp också allt utomhusarbete.

### Charlottesville
Sallys äldste son Beverly och dottern Harriet fick med Jeffersons samtycke lämna Monticello 1822 utan att formellt bli frigivna. De levde därefter som vita människor. Beverly flyttade till Maryland och gifte sig med en vit kvinna; Harriet gifte sig med en vit man i Washington DC. Det faktum att de hade bestämt sig för att leva som vita innebar i praktiken att de tvingades bryta med sina icke vita släktingar. 
Sönerna Madison och Eston frigavs när de fyllde 21, som det stipulerades i Jeffersons testamente. Men redan innan de frigavs hade Virginias lagstiftande församling på Jeffersons begäran medgivit att Madison och Eston Hemings och tre andra släktingar fick tillstånd att stanna i staten trots att de nu var fria människor av afrikansk börd, något som annars stred mot lagen. 
Efter Jeffersons död fick Sally lämna Monticello, fast utan att bli formellt frigiven eftersom det skulle ha tvingat henne att lämna Virginia. Från 1827 till sin död 1835 bodde Sally i Charlottesville. Sönerna Madison och Eston hyrde ett hus i staden, där de bodde med sin mor.

## Familj
Sally Hemings hade de bekräftade barnen: 
- Harriet Hemings (I) (5 oktober 1795 - 7 december 1797)
- Beverley Hemings (1 april 1798 - efter 1873)
- Dotter (1799)
- Harriet Hemings (II) (22 maj 1801 - efter 1863)
- Madison Hemings (19 januari 1805 - 1877)
- Eston Hemings (21 maj 1808 - 1856)

Hon hade möjligen också den obekräftade sonen Tom, kallad "President Tom" av pressen, (1790-1879) som rymde som barn och omhändertogs av Jefferssons släktingar.

## Thomas Jefferson som far åt hennes barn
Efter förnyade historiska analyser och en DNA-undersökning 1998, som kunde påvisa ett samband mellan män i släkten Jefferson och avkomlingar till Sallys yngste son, Eston Hemings, tror de flesta historiker nu att änklingen Jefferson var far till alla Sallys barn, av vilka fyra nådde vuxen ålder. Deras födelsedatum antecknades av honom och hans förbindelse med Sally varade i 38 år till hans död. En del historiker är dock av annan mening.

## Skönlitteratur, spelfilmer, teveserier
- Barbara Chase-Riboud, Sally Hemings, New York: Ballantine Books, 1994.
- Jefferson in Paris Touchstone Pictures 1995.
- Sally Hemings: An American Scandal CBS miniserie, 2000.